# Chlorota
Chlorota är ett släkte av skalbaggar. Chlorota ingår i familjen Rutelidae.

## Dottertaxa tillChlorota, i alfabetisk ordning[1]
- Chlorota abdominalis
- Chlorota angulicollis
- Chlorota aulica
- Chlorota batesi
- Chlorota bidentata
- Chlorota caucana
- Chlorota cerdani
- Chlorota chavezlopezi
- Chlorota chiriquina
- Chlorota columbica
- Chlorota cuprea
- Chlorota espiritosantensis
- Chlorota flavicollis
- Chlorota guatemalensis
- Chlorota haemorrhoidalis
- Chlorota jamesonae
- Chlorota jivarana
- Chlorota lesnei
- Chlorota limbaticollis
- Chlorota meridionalis
- Chlorota nasuta
- Chlorota odetteae
- Chlorota panamensis
- Chlorota parensis
- Chlorota paulistana
- Chlorota pocarae
- Chlorota rugans
- Chlorota sautereaui
- Chlorota sergiocastroi
- Chlorota simplex
- Chlorota surinama
- Chlorota terminata
- Chlorota tristis
- Chlorota vitrina
- Chlorota voirini